# 国際軍団
国際軍団（こくさいぐんだん）は、かつて存在したプロレスのユニット。率いたのはラッシャー木村である。国際プロレス崩壊後、その残党を中心に結成されて新日本プロレスに参戦。はぐれ国際軍団とも呼ばれた。
ここではラッシャー木村が全日本プロレスへ移籍後に結成されたユニット「国際血盟軍」についても述べる。

## 来歴

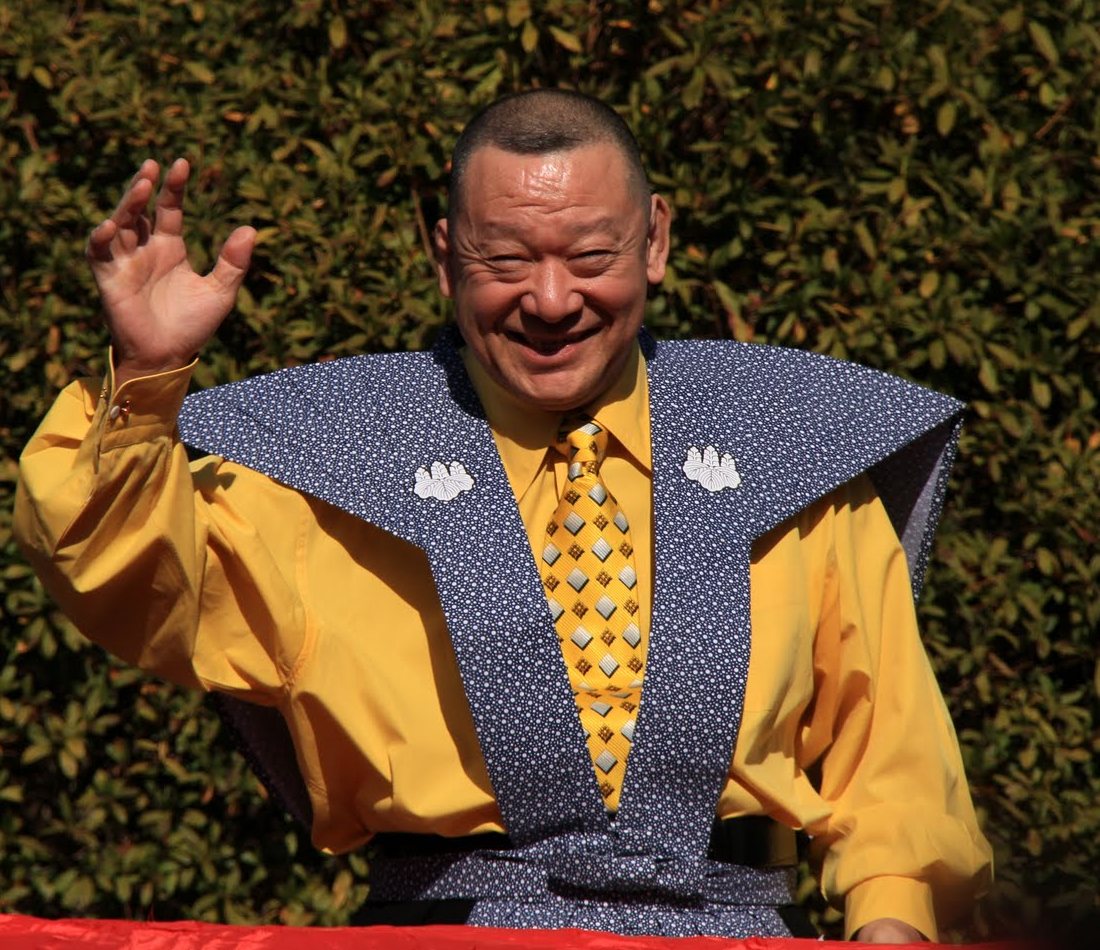
アニマル浜口

1981年10月8日、蔵前国技館で「新日本プロレス対国際プロレス」の全面対抗戦が企画された。その直前の1981年8月に国際は倒産して興行機能を失っており、そこで国際の代表であった吉原功は、新日本との対抗戦を模索したものだが、この大会のポスターにも名を連ねていたマイティ井上、鶴見五郎など多くの選手が反発。所属選手のうち、井上、米村天心、菅原伸義（後のアポロ菅原）、冬木弘道（後のサムソン冬木）は全日本プロレスへ移籍し、阿修羅・原も一旦フリーになった後全日本プロレスに参戦。鶴見、マッハ隼人、高杉正彦、ミスター珍、若松市政は海外へ活路を求め、海外遠征を行い、長期欠場中であったグレート草津と最後のシリーズでデビューした新人の秋吉豊幸は、団体解散と同時に引退したため、当日はラッシャー木村、アニマル浜口、寺西勇の3人のみが新日本へ参戦した。
この「10・8蔵前決戦」にて、木村、浜口、寺西に、かつての国際プロレスのエースだったストロング小林（当時新日本所属）を加えた4人が「国際軍団」の結成を宣言、「我々はプロレス界の（新日本・全日本を向こうに回しての）第3勢力になる」とアピールした。
これに先駆けた1981年9月23日、木村と浜口は新日本の田園コロシアムでの興行に姿を現し、決意表明。アントニオ猪木対タイガー戸口戦を控えたリング上で、保坂正紀（当時テレビ朝日アナウンサー）からマイクを向けられた木村は「こんばんは…」と第一声を発してファンからの苦笑を誘った一方、浜口はうって変わって「10月8日は、絶対我々が勝ちますよ!」とアジテートし、戸口側のセコンドとしてリングサイドにいた元国際プロレスの剛竜馬を挑発するなど、ファンからのヒートを買った。これと前後して国際軍団は、スポーツ会館（現：GENスポーツパレス）や秩父でトレーニングを行っていた。なお木村は1975年6月に猪木に挑戦状を叩き付けており、猪木戦は6年越しに実現することになった。
そんななかで“10・8蔵前”で行われた猪木と木村の一騎討ちは、腕ひしぎ逆十字固めを極めたままレフェリーのブレイク要請を無視したとして、猪木が反則負けとなり、遺恨を残す形となった。
そこで国際軍団は、新日本に対して再度の挑戦を執拗に迫った。そのアピールのために私服姿での会場への乱入も辞さないようになり、時には実況の古舘伊知郎（当時テレビ朝日アナウンサー）さえ襲撃した。ここに至るまでの過程のなかで、いつしか国際軍団はヒール軍団扱いをさせられ、マスコミから「はぐれ国際軍団」、「剣が峰に立たされた崖っぷち国際軍団」などの汚名を着せられていく。
1981年11月5日、前回と同じ蔵前国技館でランバージャック・デスマッチとして行われた、猪木と木村の再戦は、猪木が腕ひしぎ逆十字固めで執拗に木村を攻め立て、骨折寸前を察知した国際軍団セコンド陣のタオル投入で、今度は木村のTKO負け。そして翌1982年9月21日に大阪府立体育会館でヘア・ベンド・マッチ（敗者髪切りマッチ）として行われた両者の一騎討ちは、試合は猪木が制したものの、勝負が決まる前の場外乱闘の際、リングサイドにいた小林からハサミを渡された浜口が、猪木の髪をハサミで切り刻んでしまうという暴挙をはたらいた。それどころか、敗れたはずの木村を始めとする国際軍団は、勝負が決まるや否や会場から逃走。これには猪木も「男の恥を知れ! てめえら永久追放にしてやる!」と激怒、会場内も不穏な空気に包まれた。
それでもなお猪木との完全決着をあきらめなかった国際軍団は、試合への乱入を先鋭化させ（猪木を控室へ拉致し暴行するなど）徹底的にアピールを繰り返し、ついには猪木が木村・浜口・寺西の3人を一度に相手にするという変則タッグマッチを実現させた。1982年11月4日と、1983年2月7日の2度にわたり行われたこの試合は、猪木は3人全員を倒さなければ勝利とならず、一方の国際軍団は誰かが猪木から1本取ればその時点で勝利となるルールであった。結局猪木は2戦とも、3人全員を仕留めることができず、形の上では国際軍団の2連勝で終わった。
その後、木村と浜口が、些細な技の誤爆から仲間割れを起こし、浜口は当時一大勢力となっていた「革命軍」大将の長州力と結託。この2人により革命軍団を再編する形で「維新軍」（後にジャパンプロレスに発展）が結成され、浜口は軍団の副将格に収まる。そして遅れて寺西も、タイガーマスクを標的とした小林邦昭との共闘をきっかけに維新軍へと合流した。
孤立無援となった木村は、アブドーラ・ザ・ブッチャーやバッドニュース・アレンなどの外国人勢と共闘の構えを見せながらも、“国際プロレス”にこだわり続けたが、1984年にUWFの結成に参加、ここに国際軍団は事実上消滅した。
その後木村はUWFを離脱、同1984年末に行われた全日本プロレスの世界最強タッグ決定リーグ戦に、ジャイアント馬場の“ミステリアスパートナー”として参戦したものの、馬場と袂を分かち、木村と同時期にUWFを離脱した剛竜馬、国際崩壊後一匹狼として全日本に上がっていた鶴見五郎、同じ元国際の高杉正彦、アポロ菅原と「国際血盟軍」を結成し、馬場をターゲットとしたほか、ジャパンプロレス軍団として全日本に参戦していた元国際軍団メンバーの浜口・寺西、木村よりも先に新日本移籍を拒否して全日本に移籍し、国際血盟軍に参加しなかった井上や冬木といった国際出身者とも対決することになる（後述）。

## 1対3変則タッグマッチ
1982年11月4日、国際軍団は、蔵前国技館でアントニオ猪木と、1対3の変則タッグマッチを行った。当初の予定では、猪木が木村・浜口・寺西と3人別々にシングルマッチで当たることになっていたが、数週前のテレビマッチにおいて、「俺たちは正々堂々と闘いたい!国際の灯は絶対に消さない!」との浜口のアピールを受け、猪木が試合を終えた後のインタビューで「3人まとめて来い!この際、国際の灯なんか全部消してやる!」と発言、この猪木の言葉尻を捕らえた国際軍団は「約束が違う、『3人まとめて来い』と言ったのは猪木のはず」と当初の予定をつっぱね、一度に3人と当たるよう執拗に迫った。
そこで、時間無制限の1対3ハンディキャップマッチとしたうえ、猪木は3本を取らなければ勝利とならず、一方の国際軍団は誰かが猪木から1本取ればその時点で勝利となる（タッグマッチと同様に選手交代も可）という、特別ルールを設け、さらにレフェリーはメイン1名に加えサブレフェリー2名の3人体制で臨むという、異例づくめの試合形式で行われることとなった。
この11月4日の試合では、まず寺西が腕ひしぎ逆十字でギブアップ、浜口もピンフォールを取られたが、最後に残った木村が猪木をリングアウトに追い込み勝利を呼び込んだ。
翌1983年2月7日、同じく蔵前国技館にて、これと全く同じ形式での再戦が行われたが、前回とは逆に、木村が真っ先に仕留められ、寺西も敗れたが、残った浜口を猪木が場外フェンスの外に出してしまい、当時の新日本のルールによる「フェンスアウト」で、浜口が反則勝ちを拾った（注：相手を投げるなどして、場外フェンスの外側＝すなわち観客席側＝へ出してしまったら、それが故意か否かは関係なく、出した側が即反則を取られ、負けとなった）。

## 国際血盟軍
新国際軍団消滅後、木村が1984年に全日本プロレスにおいて、新たに結成したユニット。
この年の「世界最強タッグ決定リーグ戦」に馬場・木村組で参戦したものの、1984年12月8日の愛知県体育館での対ジャンボ鶴田・天龍源一郎組戦（リーグ戦・特番により全国ネットで生中継された）において、試合中に突如としてエプロンサイドに現れた剛竜馬の姿を見るや、木村が馬場にラリアットを食らわして謀反した。
これをきっかけに馬場・木村組は空中分解、そして木村は、国際プロレス出身の剛、鶴見五郎、アポロ菅原の4人を初期メンバーに「国際血盟軍」を結成。全日本陣営をターゲットに定めた。入場の際は「国際血盟軍」団旗を振り回して入場するのが恒例となり、木村は遺恨の生まれた馬場を付け狙い、リングインの際に馬場のイラストが入ったTシャツを踏みつけたり、かつての新国際軍団ではほとんど用いなかったマイクアピールで試合後の馬場を挑発するなど、新日本参戦時とは毛色の異なった数々のパフォーマンスが次第に注目を集めていった。また、元新国際軍団でジャパンプロレス所属となった浜口や寺西、国際プロレス出身で全日本正規軍の井上や冬木ともシングルやタッグマッチで対決している。
1985年5月からは高杉正彦が新メンバーとして加わり5人体制となった。同年6月21日の日本武道館大会で、木村は馬場の持つPWFヘビー級選手権に挑戦したが、ピンフォール負け。しかしフィニッシュの時点で木村の片足がロープにかかり、それでもレフェリーが3カウントを数えてしまったことから、遺恨を増幅させる形となった。
1986年に行われた「エキサイティング・ウォーズ'86」シリーズ中は構成メンバーに変化を及ぼした。まず、3月1日に行われた第6戦秋田県立体育館大会はメンバーでは高杉だけがカードから外された（当日は3月13日の第16戦日本武道館大会で行われる全日本VSジャパン6対6対抗戦の公開抽選も行われた関係もある）。そして翌3月2日に行われた第7戦岩手県陸前高田市民体育館大会をもって、同年4月1日のカルガリーハリケーンズ（スーパー・ストロング・マシーン、ヒロ斎藤、高野俊二）の正式参戦決定に伴う日本人選手の過剰により、剛、菅原、高杉の3人は全日本から余剰人員として解雇された。その2日後の3月4日の第8戦大阪城ホール大会以降は木村・鶴見の2人で活動となったと同時に「国際血盟軍」団旗を振り回して入場するパフォーマンスも消えた。このシリーズでは、剛・菅原・高杉が解雇されて10日後の3月12日に行われた第15戦福島県坂下町民体育館大会には、国際出身でなおかつ全日本退団後は福島県会津地方で行われる興行にスポット参戦していた米村天心が出場し（当日は鶴見とのタッグでハル薗田&ロッキー羽田組と対戦）、翌3月13日の日本武道館で行われた全日本VSジャパン6対6対抗戦には、井上・冬木・浜口の国際出身者3人が出場した（当初は寺西も出場した上で全日本VSジャパン7対7対抗戦として行われる予定であったが、3月7日に行われた静岡県浜北市体育館大会にて寺西が負傷したため、6対6対抗戦として開催された）。3人の解雇により当時全日本に参戦していた国際出身者は、国際血盟軍残党の木村・鶴見、全日本正規軍の井上・冬木、ジャパンプロレスの浜口・寺西、「ヒットマン」と称し一匹狼となってフリー参戦していた阿修羅・原の7人と、解雇された剛・菅原・高杉とでは「国際血盟軍」結成時から待遇面でも分かれていたことが明らかとなった。
木村・鶴見の2人態勢となってからは、阿修羅・原やキラー・カーン、ザ・グレート・カブキ、そしてタイガー・ジェット・シンなどの外国人勢とも、一時的に共闘していた。解雇された3人のうち、高杉は地元である神奈川県平塚市で行われる全日本の大会にスポット参戦した他、剛は1987年の「'87サマー・アクション・シリーズ」で行われたアジアタッグ争奪リーグ戦に鶴見とのコンビでスポット参戦したが、剛がすべてピンフォール負けを喫して最下位に終わっている（井上&石川敬士組が優勝の上タイトル獲得）。残る菅原は解雇後全日本のマットに上がることはなかった。その後3人は「パイオニア戦志」を旗揚げした。
1988年8月29日、特別試合として木村と馬場の一騎討ちが再度行われたが、木村の雪辱はならず。しかし試合後、木村の口から「これだけ試合をしていると、他人とは思えない。一度でいいから「アニキ」と呼ばせてくれよ」との発言が飛び出した。これを発端に木村は馬場との「義兄弟コンビ」を実現させ、さらにこれを発展させた「ファミリー軍団」の結成へと動いていった。この動きに“あぶれた”格好になった鶴見は、木村の薦めもあり「ファミリー軍団」への加入を直訴したが、鶴見は結局1990年に、全日を離脱してSWSに入団。この時点で国際血盟軍は自然消滅した。全日本に残った木村は、全日本離脱・プロレスリング・ノア旗揚げ参画まで「ファミリー軍団」での活動に邁進していくことになる。

## メンバー
国際軍団
- ラッシャー木村
- アニマル浜口 - 維新軍へ合流のため離脱。
- 寺西勇 - 維新軍へ合流のため離脱。

国際血盟軍
- ラッシャー木村
- 鶴見五郎 - 1990年にSWSに入団のため離脱。
- 剛竜馬 - 1986年3月に全日本プロレスを解雇されたため離脱。
- アポロ菅原 - 1986年3月に全日本プロレスを解雇されたため離脱。
- 高杉正彦 - 1985年5月に加入したが1986年3月に全日本プロレスを解雇されたため離脱。